# Свети Атанасий (Каваларци)
Вижте пояснителната страница за други значения на Свети Атанасий.
„Свети Атанасий“ (на гръцки: Αγίου Αθανασίου) е възрожденска църква в лъгадинското село Каваларци, Гърция, част от Лъгадинската, Литийска и Рендинска епархия.
Църквата е гробищен храм, разположен в северната част на селото и до построяването на „Свети Нектарий“ е и енорийският храм на селото. Според вграденият каменен надпис в южната стена е построена в 1850 година. В архитектурно отношение е трикорабна базилика с дървен покрив и полукръгла апсида на изток. Размерите на храма са 12,75 Χ 19,25 m. На запад и юг има по-късен трем от началото на XX век. Храмът, построен в блатиста местност, е претърпял много недобри в статично отношение интервенции. В интериора е запазена в лошо състояние част от оригиналната му украса. В новия иконостас са вградени няколко икони от стария дървен, а останалите икони са в светилището. Общо в храма има 69 ценни преносими икони, една литийна хоругва, 8 литургични обекта и 31 старопечатни книги. Иконите са от 1856, 1857, 1865, 1872 година и част от тях са дело на кулакийския художник Ставракис Маргаритис. Книгите са от 1843, 1852, 1902 година, като сред тях има евангелие със сребърен обков. В светилището и на южната стена на наоса има останки от стенописи, вероятно от началото на XX век.
В 1997 година църквата е обявена за паметник на културата.